# Louis Claude Richard
Louis Claude Marie Richard, född den 19 september 1754 i Versailles, död den 6 juni 1821 i Paris, var en fransk botanist. Han var far till Achille Richard.
Richard sändes av franska vetenskapsakademien på en botanisk resa till Guyana 1781-89, varunder även Antillerna och Mexiko besöktes, och blev efter hemkomsten professor vid École de médecine. Bland Richards skrifter märks: Démonstrations botaniques (1808), De Orchideis europæis (1817), Commentatio botanica de Conifereis et Cycadeis (1826) och De Musaceis commentatio botanica (1831).